# Schloss Ehrenbichl

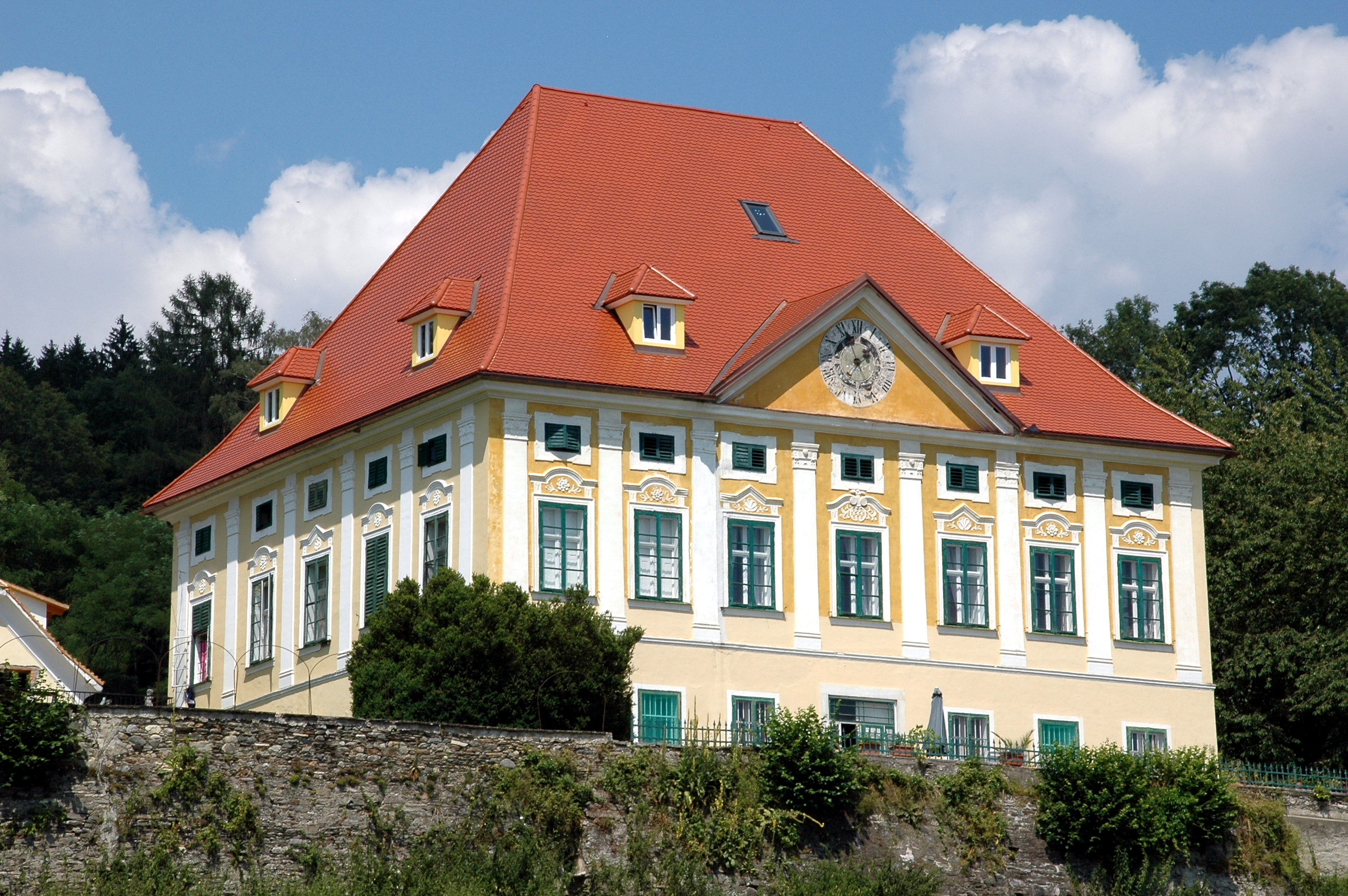
Schloss Ehrenbichl (2006)

Das Schloss Ehrenbichl (ursprünglich auch Ehrenpichl) befindet sich rund sechs Kilometer nordwestlich von Klagenfurt auf einer künstlich geschaffenen Terrasse am Südhang des Ehrenbichlerberges.

## Geschichte
Über die Erbauung des Schlosses herrscht Unklarheit, jedoch nach einem Bericht von Johann Weichard von Valvasor befand sich das Schloss um das Jahr 1688 in Besitz der Witwe Gräfin Benigna Rosina Khevenhüller. Es wird daher vermutet, dass die Familie Khevenhüller das Schloss im späten 16. Jahrhundert als zunächst eingeschoßigen Rechteckbau errichtet hat. Das zweite Geschoß dürfte erst im 17. Jahrhundert nachträglich aufgesetzt worden sein. Zu Lebzeiten Valvasors hatte das Gebäude an der Südseite noch zwei über Eck gestellte Scharwachttürme. Vor dem Gebäude befand sich damals auch noch eine prächtige Gartenanlage. Beides ist heute nicht mehr vorhanden.
Im Jahr 1740 verkaufte Maria Anna von Mossenau den Besitz an Johann Georg Pirker von Pirkenau. Nach dem Tod von Ignatz von Pirkenau im Jahr 1806 gelangte das Schloss in den Besitz von Franz Xaver von Platzer. Weitere Besitzer waren Franz von Knappitsch, im Jahr 1809 der Gewerke Wodley, im Jahr 1833 Theodor Rauscher, im Jahr 1855 Anna von Steinkühl, im Jahr 1877 Maria Mischik und schließlich im Jahr 1898 Friedrich von Ehrenwert. Dessen Nachkommen verkauften das Schloss im Jahr 1925 an Emmerich Teuber und Charlotte Teuber-Coxe. Es folgte im Jahr 1949 ein weiterer Wechsel des Eigentümers. Heute befindet sich vor dem Schloss ein Wildgehege, im Sommer werden auch Ferienwohnungen vermietet.